# Gipsy (bande dessinée)
Pour les articles homonymes, voir Gypsy.
Gipsy est une série de bande dessinée franco-belge scénarisée par Thierry Smolderen et dessinée par Enrico Marini, composée de six tomes sortis entre 1993 et 2002.
Elle suit les aventures de Tsagoï, un camionneur surnommé Le Gitan dans un futur proche où l'hémisphère Nord, soumis à un nouvel âge glaciaire, voit ses principales villes reliées par une gigantesque autoroute circumpolaire nommée la C3C, à la suite de l'abandon du trafic aérien.

## Tomes
1. L'Étoile du Gitan, Alpen Publishers, 1993.
2. Les Feux de Sibérie, Les Humanoïdes Associés, 1994.
3. Le Jour du Tsar, Les Humanoïdes Associés, 1995.
4. Les Yeux noirs, Dargaud, 1997.
5. L'Aile blanche, Dargaud, 1999.
6. Le Rire aztèque, Dargaud, 2002.

### Livres
- Philippe Mellot, Michel Denni, Laurent Turpin et Isabelle Morzadec, « Gipsy », dans Trésors de la bande dessinée BDM 2021-2022 - Catalogue encyclopédique & Argus, Paris, Les Arènes, 2020 (ISBN 9791037502582), p. 482

### Documentation
- Enrico Marini (int. par Nicolas Pothier), « L'Aztèque freak », BoDoï, no 50,‎ mars 2002, p. 18.
- Thierry Smolderen (int. par  Laurent Mélikian), « Gadjo Smoldo », BoDoï, no 22,‎ août 1999, p. 90-91.